# Regenbald
Regenbald ou Reinbald est un prêtre et fonctionnaire royal actif en Angleterre entre 1050 et 1066, sous le règne d'Édouard le Confesseur.
Son nom suggère qu'il n'est pas natif d'Angleterre. Chapelain du roi Édouard, il apparaît sur plusieurs chartes avec le titre de « chancelier », sans qu'il soit possible de déterminer dans quelle mesure ses fonctions correspondent à celles des lords chanceliers postérieurs à la conquête normande de l'Angleterre. Le roi le récompense de ses services en lui offrant plusieurs domaines et églises.
Après la conquête normande, le nouveau roi Guillaume le Conquérant confirme Regenbald dans ses possessions et lui en offre de nouvelles, notamment dans la région de Cirencester. Il meurt à une date inconnue après 1086. Une partie de ses terres sert à la fondation de  l'abbaye de Cirencester (en) en 1117.

## Biographie

### Origines
Les origines de Regenbald sont inconnues. Son nom laisse à penser qu'il pourrait être natif de Germanie ou de Normandie, ce qui ferait de lui l'un des étrangers bénéficiant de la faveur du roi Édouard le Confesseur. L'historienne Katharine Keats-Rohan avance l'hypothèse qu'il soit le neveu du prêtre normand Pierre (en), qui devient évêque de Lichfield en 1072. Il a un frère et un fils qui, comme lui, détiennent des terres dans le comté de Gloucestershire.

### Sous Édouard le Confesseur

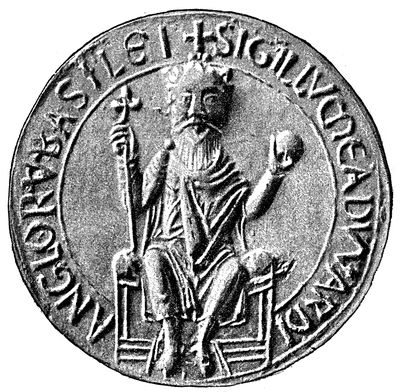
Le sceau d'Édouard le Confesseur.

La première mention de Regenbald figure dans la liste des témoins d'une charte d'Édouard le Confesseur datant de 1050. Une charte de 1061 lui donne le titre de sigillarius, ce qui ferait de lui le gardien du sceau royal. D'autres chartes, de même que le Domesday Book, le décrivent comme regis cancellarius, « chancelier royal », mais cela n'implique pas nécessairement qu'il est à la tête d'une véritable chancellerie,. Sa position vers la fin des listes de témoins suggère qu'il n'exerce pas une véritable charge, même s'il dirige vraisemblablement les clercs et scribes qui travaillent à la cour.
La question de l'existence d'une chancellerie royale en Angleterre avant la conquête normande est âprement débattue par les médiévistes. Certains, comme Pierre Chaplais (en), estiment qu'il faut y répondre par la négative, alors que d'autres, comme Simon Keynes, considèrent qu'une telle chancellerie existait bel et bien. Cette incertitude est accrue par le fait qu'une partie des chartes qui accordent à Regenbald le titre de chancelier sont des forgeries ou ont subi des modifications en étant recopiées. Pour autant, l'authenticité de certains de ces documents n'est pas remise en question.
La présence de Regenbald à la cour est attestée jusqu'à la fin du règne d'Édouard le Confesseur, en 1066. Au-delà de ses fonctions religieuses et administratives, il exerce apparemment des fonctions judiciaires, car les sources évoquent une affaire dans laquelle il rend la justice aux côtés de l'évêque de Worcester Wulfstan et de l'abbé d'Evesham Æthelwig. En récompense de ses services, le roi lui offre plusieurs domaines, ainsi que des églises. Le Domesday Book indique qu'il possède entre sept et neuf églises, dans les comtés du Gloucestershire (à Ampney St Mary, Driffield et peut-être à Cheltenham), du Berkshire (à Cookham et peut-être à Bray), du Wiltshire (à Pewsey et à Avebury) et du Somerset (à Milborne Port et à Frome). Il est plus étroitement associé aux deux églises du Somerset. Édouard accorde également à Regenbald le statut légal d'un évêque dans les comtés où il détient des terres, sans le nommer effectivement à ce poste, peut-être parce qu'il est marié ou parce que son style de vie est jugé inapproprié.

### Sous Guillaume le Conquérant

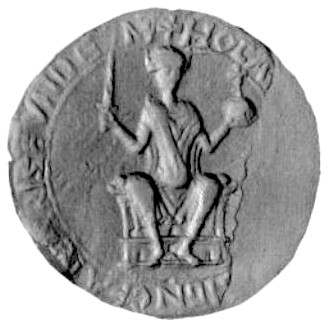
Le sceau de Guillaume le Conquérant.

Il ne subsiste qu'une seule charte du bref règne de Harold Godwinson, ce qui ne permet pas d'affirmer que Regenbald est resté à son service. En revanche, il apparaît à la cour de Guillaume le Conquérant après la conquête normande de l'Angleterre. Il est possible qu'il lui ait servi de chancelier au tout début de son règne, jusqu'à ce que le Normand Herfast apparaisse à ce poste en 1068,. Ses possessions sont confirmées par le nouveau roi, qui lui en accorde davantage dans les années qui suivent la conquête, notamment dans les alentours de Cirencester, dans le Gloucestershire. Une tradition attestée à partir du XIIIe siècle affirme qu'il devient le doyen de l'église de Cirencester (en) sous le règne de Guillaume. Le Domesday Book énumère une série de domaines appartenant à Regenbald dans le Gloucestershire, le Berkshire, le Wiltshire, le Somerset, le Northamptonshire, le Worcestershire et le Dorset, pour un total de 90 hides d'une valeur annuelle de 40 livres. Une charte du règne d'Henri Ier (1100-1135) mentionne plusieurs propriétés supplémentaires ayant appartenu à Regenbald que ne cite pas le Domesday Book.
Regenbald meurt à une date inconnue après 1086. Il est vraisemblablement enterré en l'église de Cirencester, où l'antiquaire du XVIe siècle John Leland a l'occasion de voir une croix portant son épitaphe. La crypte de l'église abrite une tombe en pierre de l'époque anglo-saxonne qui pourrait être la sienne. Une partie des domaines ayant appartenu à Regenbald est utilisée par le roi Henri Ier pour doter l'abbaye de Cirencester (en) qu'il fonde en 1117.